# Philipp Emanuel von Fellenberg
Philipp Emanuel von Fellenberg (Bern, 15 juni 1771 – Münchenbuchsee, 21 november 1844) was een Zwitserse patriciër uit het kanton Bern, een pedagoog en landbouwkundige.
Hij en zijn echtgenote waren de stichter en uitbater van de scholencampus in Gut Hofwil, een landgoed in Münchenbuchsee in het kanton Bern. De Hofwil School is sinds 1997 een kunsthogeschool van het kanton Bern.

## Levensloop
De familie von Fellenberg was een patriciërsgeslacht in het kanton Bern. Zijn moeder was Philippine Maria Suarz (1769- ) en zijn vader Daniel von Fellberg (1736-1801), een magistraat en lid van de Grote Raad van Bern.  Philipp Emanuel kreeg aanvankelijk private lessen thuis. Nadien volgde hij in Colmar lessen (1785-1790) in de Ecole militaire geleid door de filantroop Gottlieb Konrad Pfeffel (1736-1809). Aan de universiteit van Tübingen studeerde hij vanaf 1790 rechtsgeleerdheid doch veranderde naar de richting filosofie en studeerde finaal nooit af. Hij legde zich immers toe op zelfstudie tijdens studiereizen in Zuid-Duitsland, Zwitserland en Frankrijk. Fellenberg bekwaamde zich in landbouw en beginnende industriële technieken. 
Vanaf 1794, na de executie van Maximilien de Robespierre, verbleef hij in Parijs. Hij integreerde zich in revolutionaire kringen. In 1797 stond Fellenberg in Bern om de Franse revolutionaire ideeën uit te dragen; hij bekritiseerde het bewind in het Oude Eedgenootschap. In 1798 viel de oude Zwitserse staat in duigen door de inval van de Fransen. Fellenberg dweepte aanvankelijk met de Fransen. Hij bekritiseerde hen net zo goed als het oude Zwitserse regime, zodat hij moest vluchten naar Duitsland want er stond een prijs op zijn hoofd (1798). Hij was kort secretaris van de Zwitserse ambassade in Parijs (1798); hij beijverde de belangen van het door de Fransen bezette Bern. Datzelfde jaar keerde hij naar Bern terug (1798). Zijn vader had het domein en kasteel van Wilhof, Münchenbuchsee, gekocht in 1793 en gaf dit over in handen van zijn zoon (1798). Op vraag van zijn ouders stopte hij met politiek. Zijn ouders hadden er een school opgericht. Fellenberg veranderde de naam van Wilhof in Hofwil (1799). Hij werd schooldirecteur van de campus die een pädogogische Republik genoemd werd.
Na de dood van vader (1801) kwam het schoolbestuur definitief in zijn handen. Hij maakte er een modelschool voor landbouwkunde van, uitgerust met de nieuwste landbouwtechnieken, en dit vanaf 1807. Hij publiceerde teksten hierover. Zijn vrouw Margaretha Tscharner stond hem bij in het schoolbestuur.
Andere scholen die het echtpaar oprichtte in Hofwil waren:
- 1804 School voor verwaarloosde kinderen
- 1808 Pedagogisch instituut voor wetenschappen
- 1808 Instituut voor opleiding van zonen uit de hogere standen
- 1816 Armenkolonie
- 1824 Meisjesinstituut voor meisjes van alle standen
- 1830 Lagere school voor kinderen van de middenstand
- 1841 School voor kleine kinderen
- 1844 Landbouwschool in Rütti, gemeente Zollikofen, dus niet op Gut Hofwil
- In verschillende jaren werd een jaarcursus gegeven voor toekomstige leraars. Pedagogisch werd het echtpaar bijgestaan door Pestalozzi, doch omwille van ruzie is deze relatie niet blijven bestaan. Een andere pedagoog in Hofwil was Johann Karl Christian Lippe (1779-1853).

Een typisch aspect aan het landbouwinstituut in Hofwil was de combinatie van theorie, landbouwpraktijk en christelijk-evangelisch moraalonderricht. De school voor rijkeluiszonen werd aanvankelijk met gelach onthaald in Bern, doch kende progressief een succes door de aankomst van buitenlandse studenten.
Fellenberg keerde terug naar de politiek in 1825. Hij werd lid van de Grote Raad van Bern. Hem werden taken toebedeeld in het departement Onderwijs en de Grondwettelijke commissie in 1830, wanneer een liberale wind door de Bernse politiek waaide. Fellenberg schreef mee aan wetgeving over pedagogie. Korte tijd zat Fellenberg de Grote Raad voor als Landammann (1833). Het kanton Bern weigerde in 1838 de scholencampus Hofwil op te kopen. 
Fellenberg werd in Hofwil begraven (1844). Een grafrede ging als volgt: “Een aristocraat in privé-leven, doch democraat in de Raad; een liberaal tegenover vreemden, doch een despoot voor zijn medewerkers; radicaal naar zijn doel doch conservatief naar middelen; een gegoed en groot man die evenwel zo stil leefde dat hij in stilte stierf.”

## Na zijn dood
Na zijn dood in 1844 nam zijn zoon Wilhelm Tell von Fellenberg (1798-1880) de schoolleiding over. De zaken gingen slecht. Het concept van standenonderwijs was in de ogen van de publieke opinie ouderwets. Zijn zoon verkocht het scholencomplex om industriële activiteiten te starten. In 1884 startte het kanton Bern in de lege gebouwen een kantonnaal gymnasium, dat bestaan heeft tot 1997. Na 1997 werd het een kunsthogeschool van het kanton Bern.
Fellenbergs geschriften zijn bewaarde in de Burgerbibliothek Bern.
De gemeente Zollikofen, waar eveneens een landbouwinstituut was, heeft ter ere van Fellenberg een standbeeld opgericht. Het stelt een landbouwersgezin voor.

## Geschriften
Fellenberg publiceerde over pedagogische en landbouwkundige onderwerpen. Zijn geschriften haalden weinig bekendheid.
- Landwirtschaftliche Blätter von Hofwyl, Maurhofer & Dellenbach, Aarau 1808–1817 (5 delen)
  - Darstellung der Armen-Erziehungsanstalt in Hofwyl. Von ihrem Stifter E. v. F. Aus dem vierten Hefte der landwirthschaftlichen Blätter von Hofwyl besonders abgedruckt. Aarau 1813
  - Observations extraites des feuilles d’Hofwyl, sur les semoirs à grains de toute espèce et leur emploi. Bern 1813
- Vorläufige Nachricht über die Erziehungsanstalt für die höheren Stände zu Hofwyl. Bern 1811
- Vues relatives à l'agriculture de la Suisse et aux moyens de la perfectionner; uit het Duits naar het Frans vertaald door C. Pictet. Genève 1808
- Beleuchtung einer weltgerichtlichen Frage an unsern Zeitgeist. bij C. A. Jenni, Bern 1830, later: Thoemmes Press, Bristol, 1994, ISBN 1-85506-279-8
- Sendschreiben an den Verfassungsrath des Kantons Bern, ... April 1831. Bern, gedrukt bij Carl Rätzer, Bern 1831
- Der dreimonatliche Bildungskurs, Bern 1833

## Illustraties

Gut Wilhof, later Hofwil
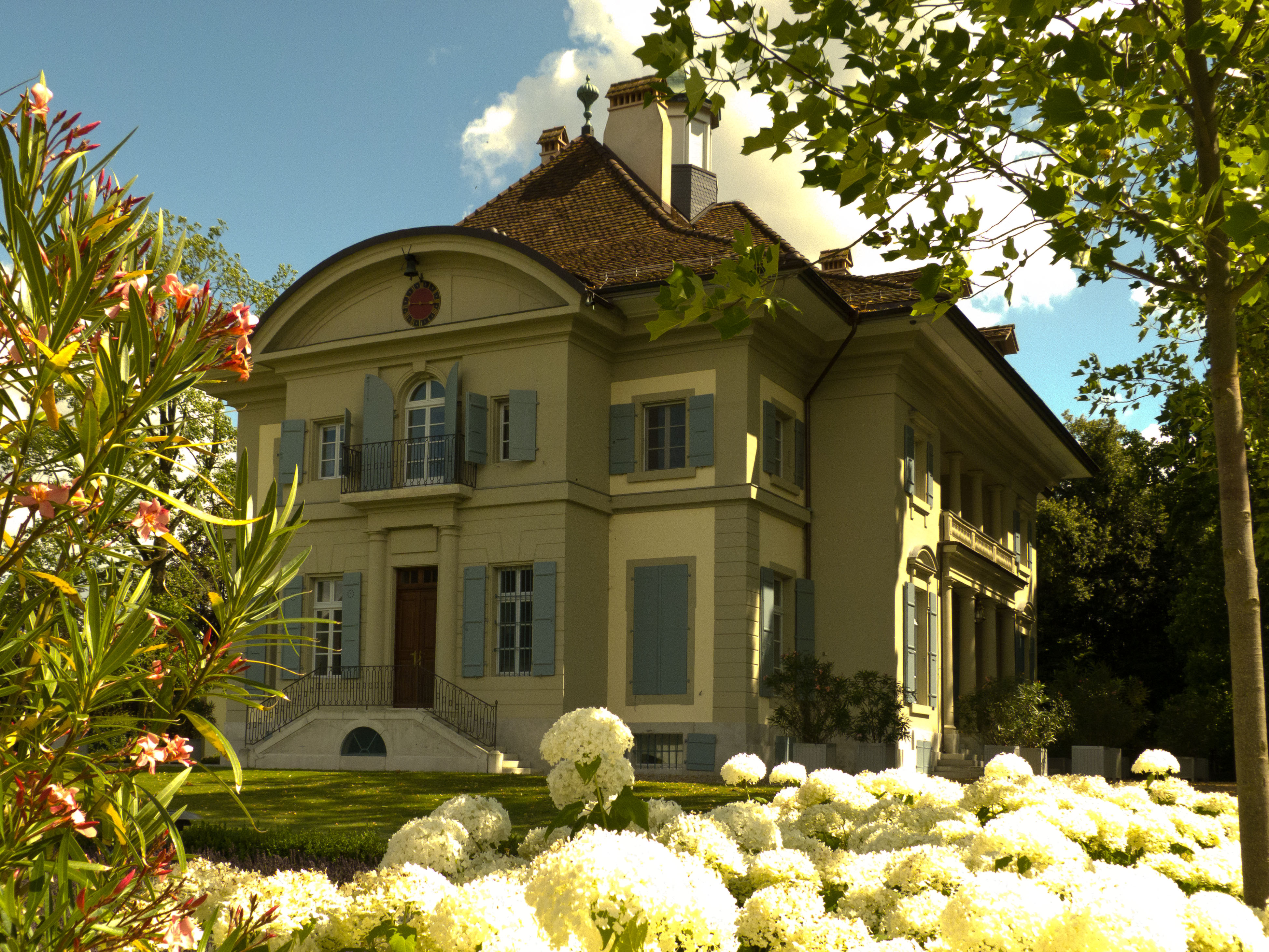
Kasteel, recenter
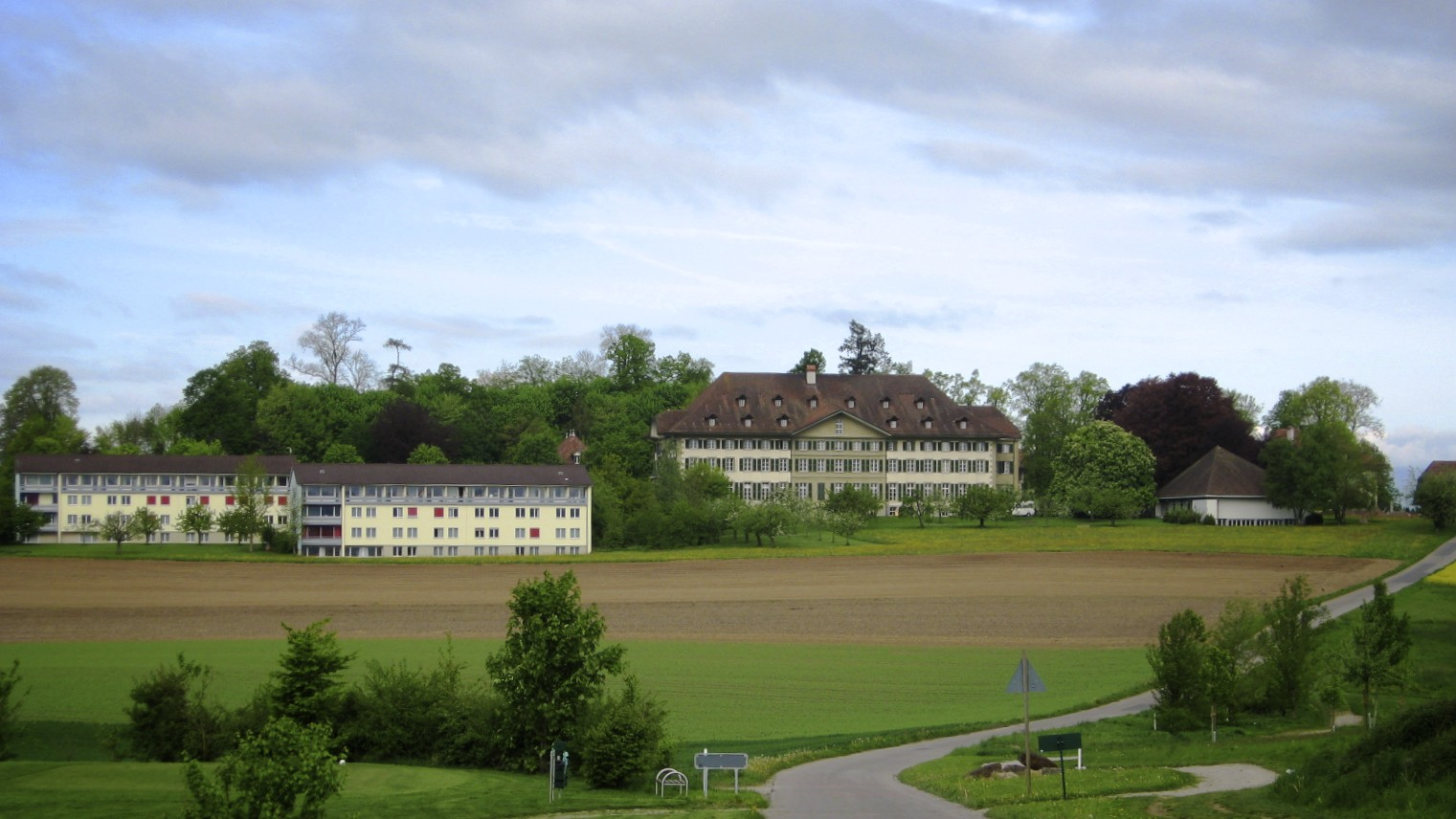
Hofwil School, Münchenbuchsee
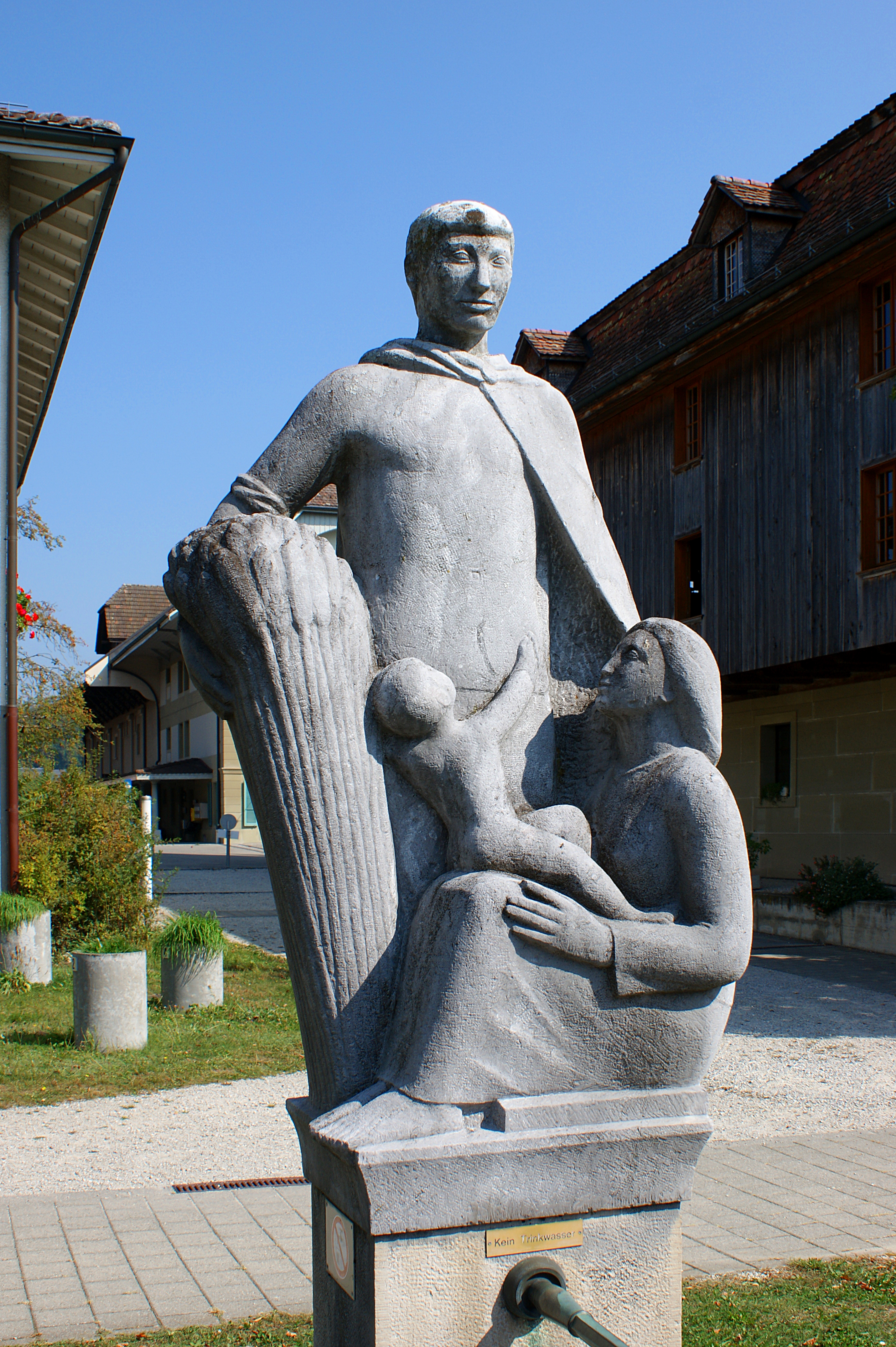
Standbeeld voor Fellenberg; landbouwersgezin, Zollikofen